# ドゥミトール・プルナリウ
ドゥミトール・プルナリウ(Dumitru-Dorin Prunariu)は、ソユーズ40号で宇宙を訪れたルーマニアの宇宙飛行士である。

## 生い立ち
1952年9月27日にルーマニアのブラショヴで生まれ、1971年にブラショヴの物理学・数学高校、1976年にブカレスト工科大学を卒業して航空宇宙工学の学位を取った。IARブラショヴのエンジニアとなり、その後1977年にルーマニア空軍の士官学校に通った。

## インターコスモス

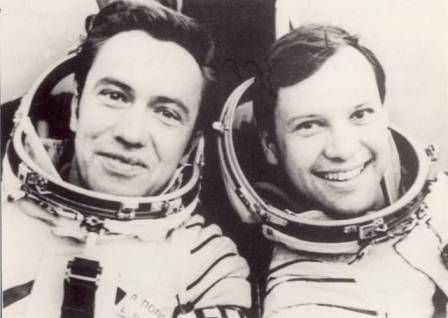
レオニード・ポポフ（左）とプルナリウ（1981年）

彼は、1978年にインターコスモス計画への参加のための訓練に選ばれた。3年間の訓練で最高の成績を記録し、彼はレオニード・ポポフとの宇宙飛行に選ばれた。1981年5月14日、彼らはソユーズ40号で地球を出発し、サリュート6号での8日間のミッションを成功させた。この間、彼らは天体物理学、宇宙放射線、宇宙技術、宇宙医学、生物学等に関する実験を行った。プルナリウは、宇宙を訪れた103人目の人物となった。
5月22日の地球への帰還後、彼はルーマニア英雄とソ連邦英雄を授与され、またレーニン勲章を受章した。

## その後
プルナリウは、1992年から国際宇宙航行アカデミーのメンバーとなり、1994年からは国際宇宙空間研究委員会のルーマニア国内組織のメンバーとなった。1985年には宇宙探検家協会に加わり、1993年から2004年までは国連宇宙空間平和利用委員会の宇宙探検家協会の終身代表となった。1996年からは、宇宙探検家協会の評議会員として、3年間の任期を2期務めた。1992年からは、国連宇宙空間平和利用委員会のルーマニア政府代表を務めた。
1998年から2004年までは、ルーマニア宇宙局の局長を務めた(後に名誉局長)。2000年からは地政学の准教授となった。2004年には、国際宇宙平和利用委員会の科学技術小委員会の委員長に選出され、2年間の任期を務めた。2000年12月1日、ルーマニアで最高位の勲章を受章した。
2004年5月から2005年8月まで、プルナリウはルーマニアからロシア連邦への全権大使を務めた。
2007年2月には、少将としてルーマニア国防省を引退したが、同じ階級で文官として働き続けた。
2011年、プルナリウの宇宙飛行30周年を記念した切手が発行された。

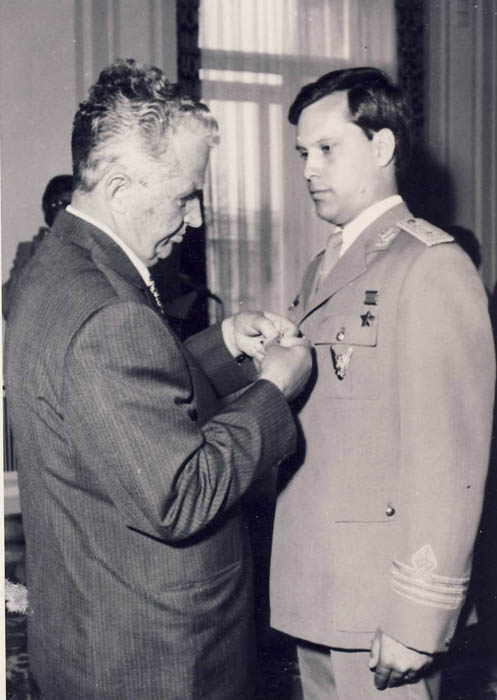
ニコラエ・チャウシェスクから表彰を受けるプルナリウ
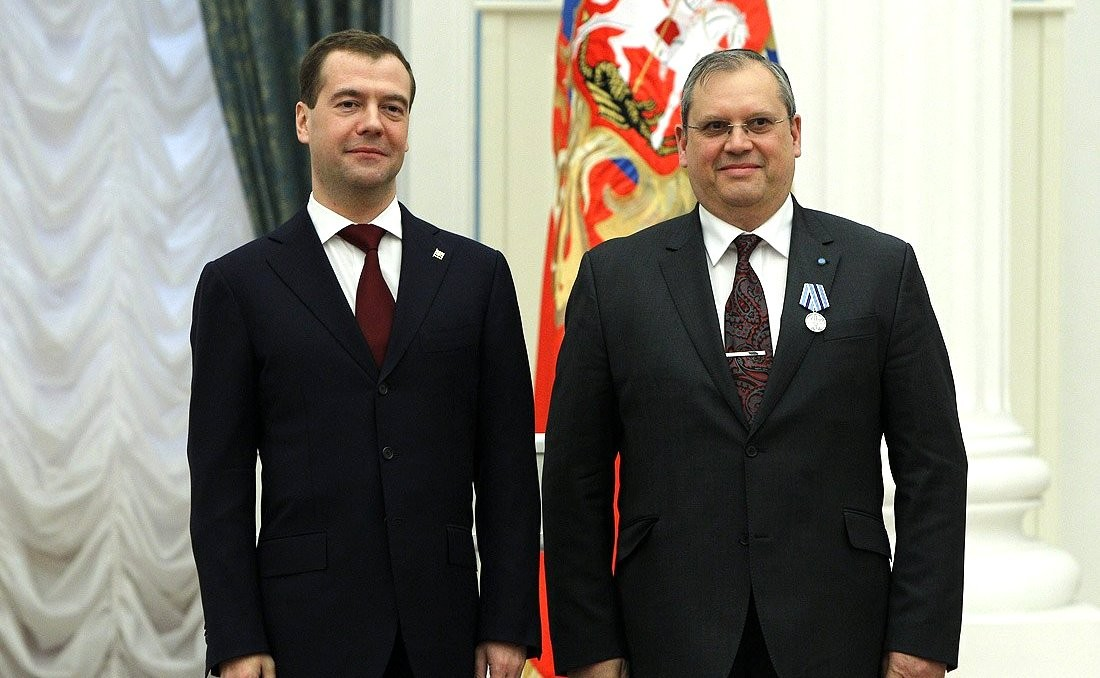
ロシアのドミートリー・メドヴェージェフ大統領から表彰を受けるプルナリウ（2011年4月）
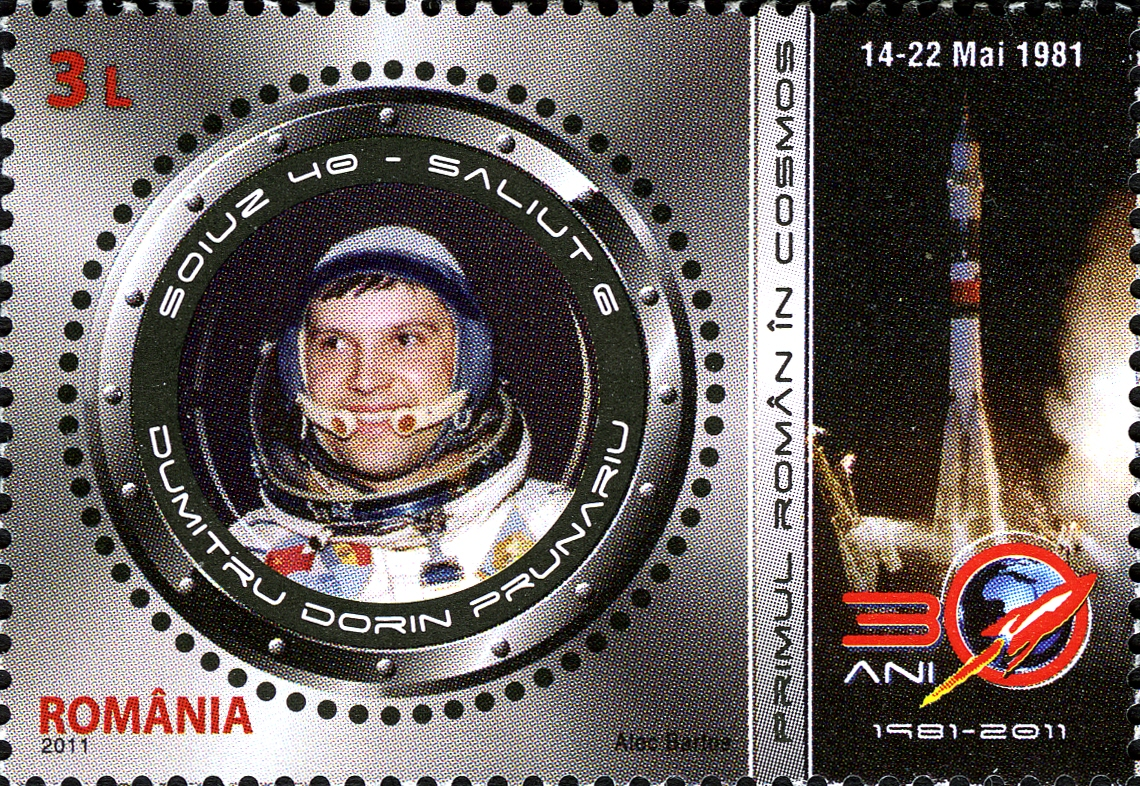
プルナリウ宇宙飛行30周年記念切手（2011年）
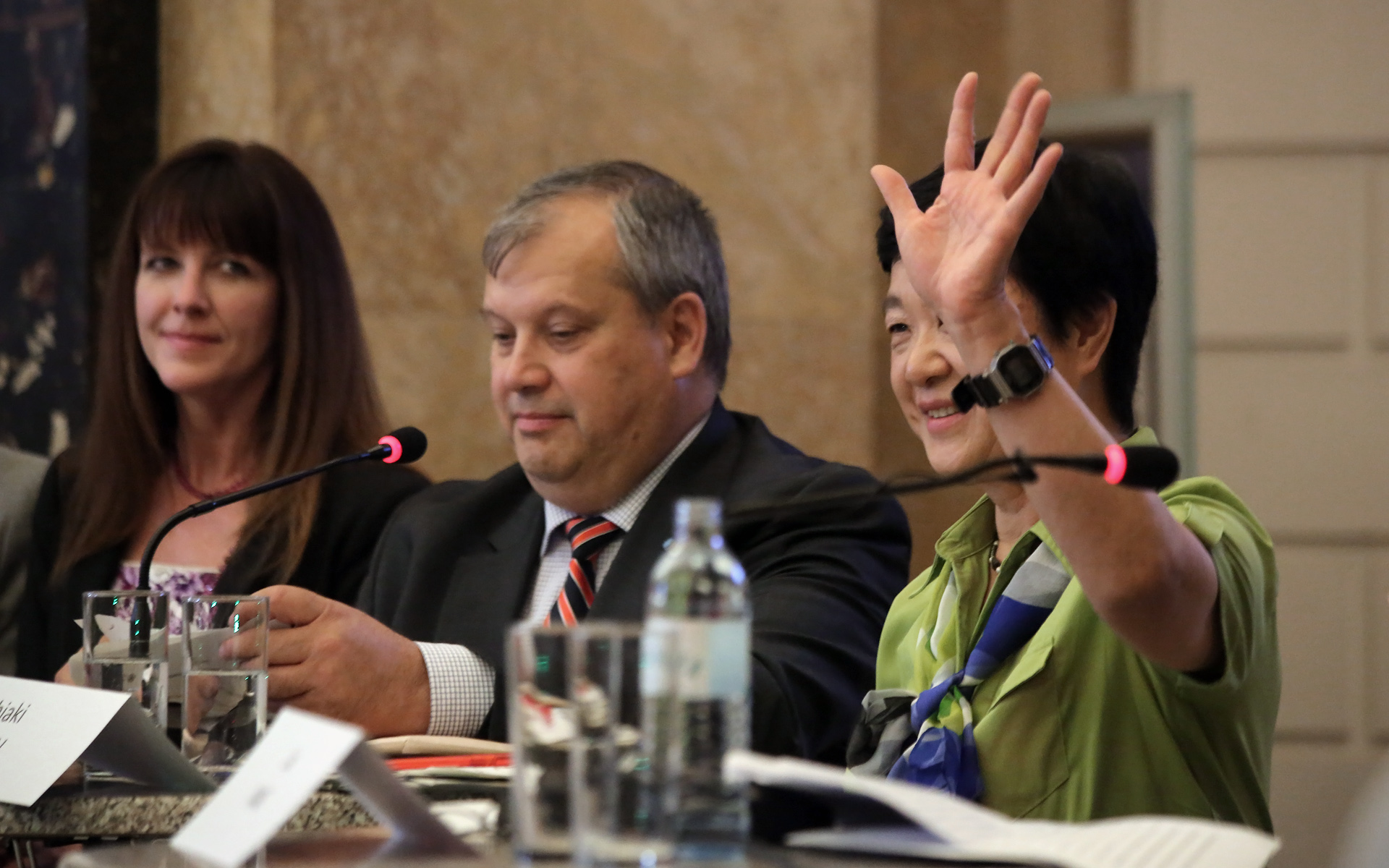
国際連合宇宙局の女性宇宙飛行士50周年記念パネルディスカッション（2013年6月13日）でジャネット・L・カヴァンディ（左）、向井千秋（右）と共に（中央）